# Vieille-Brioude
Vieille-Brioude è un comune francese di 1 258 abitanti situato nel dipartimento dell'Alta Loira della regione dell'Alvernia-Rodano-Alpi.

## Altri progetti

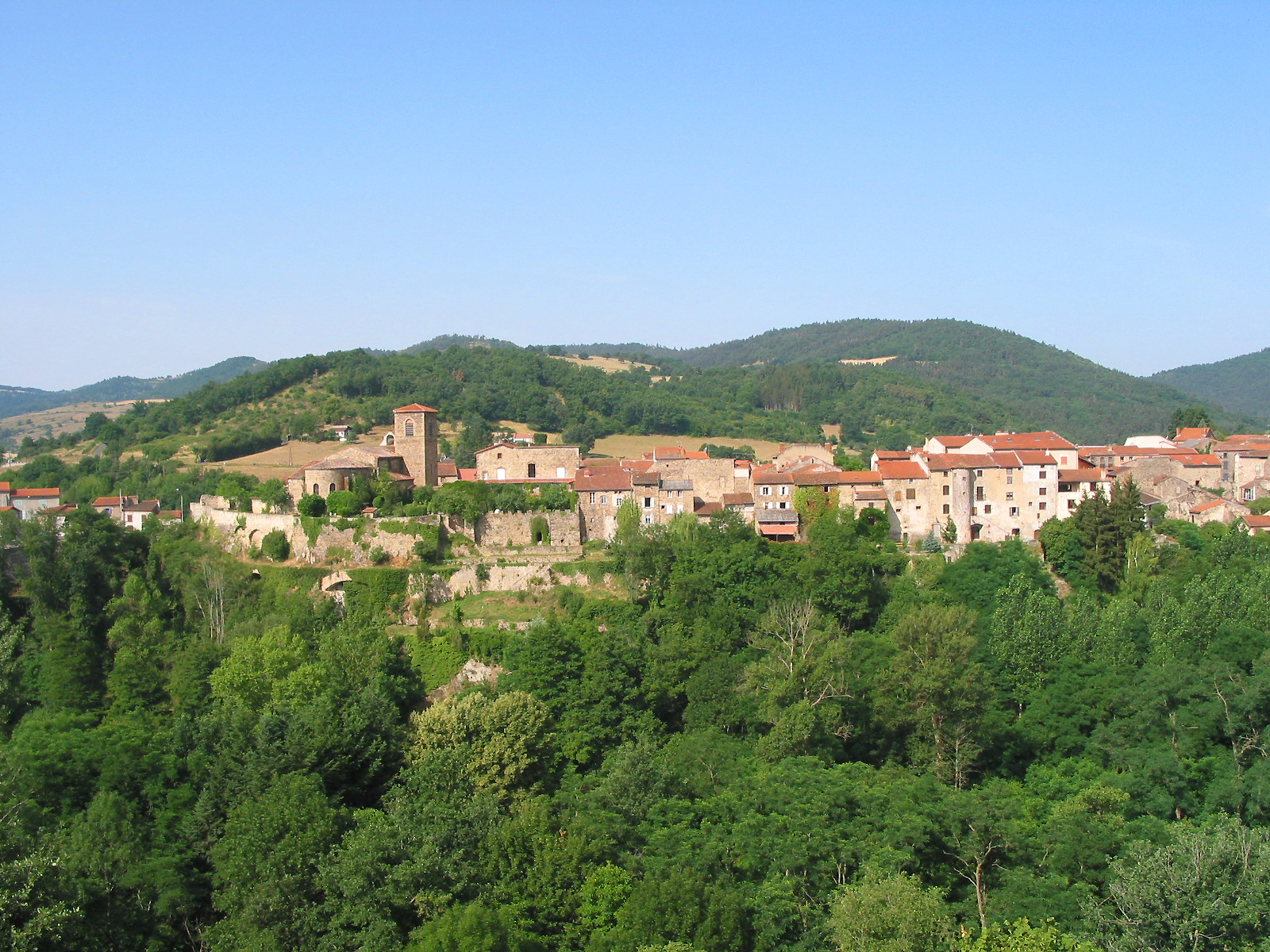

## Società

### Evoluzione demografica
Abitanti censiti